# Knjige u 1942.
◄◄ | ◄ | 1939. | 1940. | 1941. | 1942.  | 1943. | 1944. | 1945. | ► | ►►
Arhitektura • Astronautika • Astronomija • Biologija • Film • Fotografija • Glazba • Kazalište • Kemija • Kiparstvo • Knjige • Književnost • Kršćanstvo • Meteorologija • Medicina • Planinarstvo • Politika • Pravo • Promet • Slikarstvo • Strip • Šport • Televizija • Znanost • Zrakoplovstvo • Željeznički promet
Knjige u 1942.

## Hrvatska i u Hrvata
- Hrvatska zemlja, grupa autora. Izdavač:Hrvatski izdavalački bibliografski zavod, Zagreb.

## Vanjske poveznice
|  | Zajednički poslužitelj ima još gradiva o temi Knjige iz 1942. |